# Лебедев, Илья Ильич
Илья Ильич Лебедев — депутат Верховного Совета СССР V-го созыва 1958—1962 годов от Можгинского избирательного округа № 534 Удмуртской АССР.

## Биография
Родился в 1904 году, в семье крестьянина. Получил начальное образование.
В сентябре 1927 г. был призван в 110 стрелковый полк 37 Новгородской дивизии. Во время службы в полку был командиром стрелкового отделения — помощником командира взвода. В сентябре 1929 г. уволен в долгосрочный отпуск.
С 1929 г. библиотекарь, культработник, заместитель председателя рабочего комитета леспромхоза.
В 1930 г. прошел политические курсы Политпросветработника в с. Б-Уча.
В 1932 г. управляющий райлесхозом.
Во время Великой Отечественной войны служил в Советской Армии:
- С октября 1941 г. по июнь 1942 г. инструктор всевобуч в Нылгинском Райвоенкомате Удмуртской АССР.
- В 1942 г. прошел военные курсы «Выстрел» при Горьковском филиале.
- С сентября 1942 г. по март 1943 г. заместитель командира стрелковой роты по строевой части 2ой отдельной лыжной бригады центрального фронта.
- С марта 1943 г. по сентябрь 1943 г. командир стрелкового взвода 1031 стрелкового полка 280 дивизии центрального фронта.
- 8 сентября 1943 г. в боях за г. Конотоп тяжело ранен в левую руку. До ноября 1943 г. находился в эвакуационном госпитале № 1410 г. Курск.
- С ноября 1943 г. по октябрь 1945 г. инструктор 4ой части Потиевского Райвоенкомата Житомирской области.
- 20 октября 1945 г. был уволен в запас по должности инструктор 4ой части со званием лейтенант запаса.

После Великой Отечественной войны работал директором райпромкомбината.
С 1947 г. член ВКП(б) .
С 1949 г. председатель колхоза «Выль Улон» Вавожского района Удмуртской АССР.

## Награды
1. Медаль «За победу над Германией в Великой Отечественной войне 1941—1945 гг.»
2. Юбилейная медаль «Двадцать лет Победы в Великой Отечественной войне 1941—1945 гг.»
3. Юбилейная медаль «50 лет Вооружённых Сил СССР»
4. Медаль «В ознаменование 100-летия со дня рождения Владимира Ильича Ленина»
5. Знак «25 лет победы в Великой Отечественной войне»
6. Медаль участника Всесоюзной сельскохозяйственной выставки
7. Медаль «Ветеран труда»
8. Юбилейная медаль «Тридцать лет Победы в Великой Отечественной войне 1941—1945 гг.»
9. Юбилейная медаль «60 лет Вооружённых Сил СССР»
10. Орден Трудового Красного Знамени
11. Юбилейная медаль «Сорок лет Победы в Великой Отечественной войне 1941—1945 гг.»
12. Орден Отечественной войны II степени